# راینهولد دورنتالر
راینهولد دورنتالر (انگلیسی: Reinhold Durnthaler; ۲۹ نوامبر ۱۹۴۲ – ۲۵ اکتبر ۲۰۱۷)از برندگان مدال‌های بازی‌های المپیک اهل اتریش بود.